# Let's Groove
«Let's Groove» es una canción interpretada por la banda estadounidense Earth, Wind & Fire. Fue publicada en septiembre de 1981 como el sencillo principal de su undécimo álbum de estudio, Raise!
El sencillo alcanzó el puesto #3 en el Billboard Hot 100 y fue certificado disco de oro por la Recording Industry Association of America (RIAA).

## Composición y arreglos
La canción fue compuesta en un compás de 4
4 con un tempo de 120 pulsaciones por minuto y está escrita en la tonalidad de si menor. Las voces van desde F4 a G5. Musicalmente, «Let's Groove» ha sido descrita como una canción de funk, pop, post-disco, synth-funk, y EDM. El vocoder robótico que se escuchó en la introducción anunció el amanecer de un nuevo Earth, Wind & Fire para la nueva década, mezclando electrónica con su pasado de metales en vivo. White explicó la transición a NME:

“En realidad, se trata simplemente de conocer los sentimientos y los fundamentos involucrados en la producción de un éxito. Es como escribir una historia. No es menos honesto que una pieza de jazz. Tomemos como ejemplo la nueva canción, «Let's Groove». Es muy honesta. Simplemente entramos y lo hicimos — algo natural. Solo dijimos: ‘Oye, disfruta esto conmigo. Compártelo con nosotros’”.

## Galardones
| Año  | Premio         | Categoría                                  | Resultado | Ref.  |
| ---- | -------------- | ------------------------------------------ | --------- | ----- |
| 1981 | Premios Grammy | Mejor Interpretación R&B de un Dúo o Grupo | Nominado  | [ 5 ] |

## Posicionamiento

### Gráfica semanal
| Gráfica (1981–82)                           | Pico de posición |
| ------------------------------------------- | ---------------- |
| Australia (Kent Music Report)               | 15               |
| Bélgica (Flandes) (Ultratop 50 Singles)     | 9                |
| Canadá (RPM Top Singles)                    | 7                |
| Estados Unidos (Billboard Hot 100)          | 3                |
| Estados Unidos (Billboard Hot Soul Singles) | 1                |
| Estados Unidos (Billboard Disco Top 80)     | 3                |
| Estados Unidos (Cashbox Top 100 Singles)    | 3                |
| Francia (IFOP)                              | 2                |
| Finlandia (Suomen virallinen lista)         | 6                |
| Irlanda (Irish Singles Chart)               | 5                |
| Nueva Zelanda (Recorded Music NZ)           | 2                |
| Países Bajos (Nederlandse Top 40)           | 5                |
| Países Bajos (Single Top 100)               | 5                |
| Reino Unido (UK Singles Chart)              | 3                |
| Sudáfrica (Springbok Radio)                 | 8                |

| Gráfica (2016) | Pico de posición |
| -------------- | ---------------- |
| Francia (SNEP) | 61               |

| Gráfica (2021)                                    | Pico de posición |
| ------------------------------------------------- | ---------------- |
| Estados Unidos (Billboard R&B Digital Song Sales) | 13               |

### Gráfica de fin de año
| Gráfica (1981)                           | Pico de posición |
| ---------------------------------------- | ---------------- |
| Estados Unidos (Cashbox Top 100 Singles) | 17               |
| Países Bajos (Nederlandse Top 40)        | 67               |
| Países Bajos (Single Top 100)            | 54               |

| Gráfica (1982)                                            | Pico de posición |
| --------------------------------------------------------- | ---------------- |
| Australia (Kent Music Report)                             | 100              |
| Canadá (RPM Top Singles)                                  | 50               |
| Estados Unidos (Billboard Top Pop Singles)                | 33               |
| Estados Unidos (Billboard Top Black Singles)              | 2                |
| Estados Unidos (Billboard Top Disco/Dance Singles/Albums) | 36               |
| Francia (IFOP)                                            | 34               |

## Certificaciones y ventas
| País                     | Certificación | Ventas  |
| ------------------------ | ------------- | ------- |
| Dinamarca (IFPI Danmark) | Oro           | 45,000  |
| Estados Unidos (RIAA)    | Oro           | 500,000 |
| Reino Unido (BPI)        | Platino       | 60,000  |